# Naomi (serie televisiva)
Naomi è una serie televisiva statunitense creata da Ava DuVernay e Jill Blankenship per l'emittente televisiva The CW.
La serie si concentra sul personaggio di Naomi McDuffie, supereroina della DC Comics creata da Brian Michael Bendis (che è anche produttore della serie stessa), Jamal Campbel e David F. Walker.
Il 12 maggio 2022 è stata annunciata la cancellazione della serie, dopo appena una stagione.

## Trama
La serie si svolge a Port Oswego, Oregon, dove vive Naomi McDuffie, una teenager statunitense appassionata di fumetti a tema supereroistico, nonché titolare di uno dei maggior fansite dedicati a Superman. Dopo la bizzarra comparsa di un individuo in grado di volare e vestito esattamente come Superman nei cieli di Port Oswego, la vita di Naomi verrà sconvolta dalla scoperta che Dee, un tatuatore di Port Oswego in rapporti di amicizia con Naomi stessa, è in realtà un thanagariano: sarà proprio egli a svelare a poco a poco alla ragazza la sua vera natura di essere dotata di straordinari poteri.

## Episodi
| Stagione       | Episodi | Pubblicazione USA | Prima TV Italia |
| -------------- | ------- | ----------------- | --------------- |
| Prima stagione | 13      | 2022              | 2022            |

## Produzione
Il 4 dicembre 2020 viene rivelata la volontà di Ava DuVernay e Jill Blankenship di realizzare un adattamento televisivo per il personaggio fittizio di Naomi McDuffie. Il 9 febbraio 2021 viene confermato che The CW ha commissionato l'episodio pilota per la serie Naomi.
Nel marzo 2021 viene svolto il casting per i personaggi principali della serie: Kaci Walfall ottiene il ruolo di protagonista. Gli attori Barry Watson e Mouzam Makkar vengono scritturati come interpreti dei genitori adottivi di Naomi.
Gli episodi della prima stagione sono stati girati nello stato della Georgia.

## Accoglienza
Al quarto episodio, l'aggregatore di recensioni Rotten Tomatoes riporta un valore di gradimento tra i critici professionisti del 90%, con un voto medio di 7/10: un certo apprezzamento viene manifestato in particolare verso il personaggio di Naomi.